# Abell 576
Abell 576 è un ammasso di galassie situato prospetticamente nella costellazione della Lince alla distanza di 510 milioni di anni luce dalla Terra. È un ammasso del tipo III secondo la classificazione di Bautz-Morgan.
Osservazioni effettuate tramite i telescopi orbitanti Chandra e XMM-Newton hanno documentato che Abell 576 è formato da due ammassi di galassie avviati verso un processo di fusione in un unico ammasso.
MCG+09-12-061 è la galassia più luminosa di Abell 576.